# No Offence
No Offence (engl. für Nichts für ungut) ist eine britische Krimiserie, die erstmals am 5. Mai 2015 beim Sender Channel 4 ausgestrahlt wurde. Die deutschen Erstausstrahlungen erfolgten bei ZDFneo, für die 3. Staffel ab dem 3. Dez. 2018.

## Inhalt
Die Serie spielt in Manchester und porträtiert ein Ermittlerteam der fiktionalen Manchester Metropolitan Police, Revier Friday Street, bei der Jagd nach einem Serienkiller (Staffel 1). Obwohl das Team aus sehr unterschiedlichen und auch sehr eigenwilligen Charakteren besteht, arbeitet es sehr gut zusammen.
In Staffel 2 ist das Grundthema die organisierte Kriminalität mit Bandenkriegen, Kinderausbeutung und -missbrauch.
Mögliche Privatisierung von Polizeileistungen, rechtsradikale Anschläge und die alltägliche Gefahr für die Polizisten vor dem Hintergrund anstehender Bürgermeisterwahlen sind Hauptmotive von Staffel 3.

## Figuren

### Vivienne Deering
Joanna Scanlan spielt die Teamleiterin DI Vivienne Deering. Exzentrisch wirkend, aber überaus fähig hält sie ihrem Team den Rücken frei bei jeglichen unorthodoxen Vorgehensweisen. Sie ist auch keineswegs zufrieden damit, als Leiterin hinter dem Schreibtisch zu sitzen, sondern mischt eifrig mit und geht keiner Krise aus dem Weg.

### Dinah Kowalska
DC Dinah Kowalska, gespielt von Elaine Cassidy, ist eine sehr impulsive Beamtin, die häufig nach Bauchgefühl ermittelt und dabei gerne über die korrekte Vorgehensweise hinwegsieht. Sie lebt ihren Job mit vollem Einsatz.

### Joy Freers
Alexandra Roach verkörpert die stellvertretende Teamleiterin Joy Freers. Sie ist sehr engagiert, dabei aber eher schüchtern im Auftritt und hat damit auch privat einige Sorgen. Das „Mauerblümchen“ ist im  entscheidenden Moment überraschend energisch.

## Besetzung
| Rollenname                 | Schauspieler          | Bild | Staffel(n) | Folge(n)          | Synchronsprecher |
| -------------------------- | --------------------- | ---- | ---------- | ----------------- | ---------------- |
| DI Vivienne Deering        | Joanna Scanlan        |      | 1–3        | 1–                |                  |
| DC Dinah Kowalska          | Elaine Cassidy        |      | 1–3        | 1–                |                  |
| DS Joy Freers              | Alexandra Roach       |      | 1–3        | 1–16              |                  |
| DC Spike Tanner            | Will Mellor           |      | 1–3        | 1–                | Stefan Günther   |
| Miller                     | Paul Ritter           |      | 1–3        | 1–21              | Philipp Moog     |
| PC Jonah Mitchell          | Ste Johnston          |      | 1–3        | 1–                |                  |
| PC Stuart O’Connell        | Tom Varey             |      | 1–3        | 1–                |                  |
| PC Taz Ahmed               | Neet Mohan            |      | 1–2        | 1–                |                  |
| PC Tegan Thompson          | Saira Choudhry        |      | 1–3        | 1–                | Regina Beckhaus  |
| Cathy Calvert              | Charlie May-Clark     |      | 1–2        | 1–10, 12, 13, 15, |                  |
| Det. Supt. Darren Maclaren | Colin Salmon          |      | 1          | 1–8               |                  |
| Connie Ball                | Hannah Walters        |      | 1          | 1–8               |                  |
| Dr. Peep                   | Kate O’Flynn          |      | 1–3        | 1–8               |                  |
| Police Officer             | Julie Clerehugh       |      | 1          | 1–8               |                  |
| Luke Hyatt                 | Daniel Ginty          |      | 1          | 1–8               |                  |
| Police Officer             | Abigail Katie Lambert |      | 1          | 1–8               |                  |
| Laurie Gaskell             | Risteard Cooper       |      | 1          | 1–4, 5–8          |                  |
| Nora Attah                 | Rakie Ayola           |      | 2          | 9–15              |                  |
| Gavin                      | Conor MacNeill        |      | 2          | 9–15              |                  |
| Manni Attah                | Zackary Momoh         |      | 2          | 9–15              |                  |
| DCI Christine Lickberg     | Sarah Solemani        |      | 2          | 9–15              |                  |
| DCI Marylin Marchant       | Claire Rushbrook      |      | 3          | 16–21             |                  |

## Episodenliste

### Staffel 1
Im Vereinigten Königreich strahlte der private Fernsehsender Channel 4  die erste Staffel vom 5. Mai 2015 bis zum 23. Juni 2015 aus. In Deutschland lief die erste Staffel der Serie vom 14. Juli bis zum 1. September 2016 beim öffentlich-rechtlichen Fernsehsender ZDFneo.
| Nr. (ges.) | Nr. (St.) | Deutscher Titel      | Originaltitel | Erstausstrahlung VK | Deutschsprachige Erstausstrahlung (D) |
| ---------- | --------- | -------------------- | ------------- | ------------------- | ------------------------------------- |
| 1          | 1         | Wo ist Cathy?        | Episode #1.1  | 5. Mai 2015         | 14. Juli 2016                         |
| 2          | 2         | Unter Hypnose        | Episode #1.2  | 12. Mai 2015        | 21. Juli 2016                         |
| 3          | 3         | Terror in Manchester | Episode #1.3  | 19. Mai 2015        | 28. Juli 2016                         |
| 4          | 4         | Wer bin ich?         | Episode #1.4  | 2. Juni 2015        | 11. Aug. 2016                         |
| 5          | 5         | Die große Liebe      | Episode #1.5  | 2. Juni 2015        | 11. Aug. 2016                         |
| 6          | 6         | Der zweite Mann      | Episode #1.6  | 9. Juni 2015        | 18. Aug. 2016                         |
| 7          | 7         | Wolf im Schafspelz   | Episode #1.7  | 16. Juni 2015       | 25. Aug. 2016                         |
| 8          | 8         | Kalte Wut            | Episode #1.8  | 23. Juni 2015       | 1. Sep. 2016                          |

### Staffel 2
| Nr. (ges.) | Nr. (St.) | Deutscher Titel            | Originaltitel | Erstausstrahlung VK | Deutschsprachige Erstausstrahlung (D) |
| ---------- | --------- | -------------------------- | ------------- | ------------------- | ------------------------------------- |
| 9          | 1         | Der Anschlag               | Episode #2.1  | 4. Jan. 2017        | 31. Juli 2017                         |
| 10         | 2         | Bandenkrieg                | Episode #2.2  | 11. Jan. 2017       | 31. Juli 2017                         |
| 11         | 3         | Rabenmütter                | Episode #2.3  | 18. Jan. 2017       | 7. Aug. 2017                          |
| 12         | 4         | Kalter Entzug              | Episode #2.4  | 25. Jan. 2017       | 7. Aug. 2017                          |
| 13         | 5         | Undercover                 | Episode #2.5  | 1. Feb. 2017        | 14. Aug. 2017                         |
| 14         | 6         | Die Schlinge zieht sich zu | Episode #2.6  | 8. Feb. 2017        | 14. Aug. 2017                         |
| 15         | 7         | Hochexplosiv               | Episode #2.7  | 15. Feb. 2017       | 21. Aug. 2017                         |

### Staffel 3
| Nr. (ges.) | Nr. (St.) | Deutscher Titel     | Originaltitel | Erstausstrahlung VK | Deutschsprachige Erstausstrahlung (D) |
| ---------- | --------- | ------------------- | ------------- | ------------------- | ------------------------------------- |
| 16         | 1         | Mörderische Politik | Episode #3.1  | 13. Sep. 2018       | 3. Dez. 2018                          |
| 17         | 2         | Die Überläuferin    | Episode #3.2  | 20. Sep. 2018       | 4. Dez. 2018                          |
| 18         | 3         | Verzweifelte Taten  | Episode #3.3  | 27. Sep. 2018       | 10. Dez. 2018                         |
| 19         | 4         | Falsches Spiel      | Episode #3.4  | 4. Okt. 2018        | 11. Dez. 2018                         |
| 20         | 5         | Der Doppelagent     | Episode #3.5  | 11. Okt. 2018       | 17. Dez. 2018                         |
| 21         | 6         | Showdown            | Episode #3.6  | 18. Okt. 2018       | 18. Dez. 2018                         |

## Kritiken
Anke Sterneborg von zeit.de schreibt: „Ruppige Kämpfer mit losem Mundwerk, die sagen, was sie denken, ohne Rücksicht auf Anstand und Moral. Die auf den ersten Blick düpieren, nur um sich alsbald durch die Hintertür ins Herz zu schleichen, mit überraschender Warmherzigkeit und hinreißendem Humor.“
Die FAZ schreibt: „Der Produzent und Drehbuchautor Paul Abbott nimmt in ‚No Offence‘ also einen zeitgemäßen Rollentausch vor. Die Frauen sind echte Kerle.“ Sie sind aber auch „schlagfertig, sympathisch, überfordert, unfähig und werden stets von allen Seiten belagert.“ „Die Figuren folgen gängigen Mustern (ernster Cop, komischer Cop, Draufgängerin, Mauerblümchen), sind als Sympathieträgerinnen und hinreichend komplex angelegt. Die eingestreuten Gags zählen zur Sorte hart, aber herzlich; Klischees werden leicht karikiert und dann doch wieder erfüllt.“

## DVD-Veröffentlichungen
Die erste Staffel der Serie ist in Deutschland seit 2. September 2016 erhältlich.